# ذخیره‌گاه زیست‌کره

ذخیره‌گاه‌های زیست‌کره در جهان در سال ۲۰۰۹

ذخیره‌گاه زیست‌کره، مناطق حفاظت‌شده طبیعی-زیستی بین‌المللی هستند که علاوه بر حفاظت، دستاوردهایی نظیر ارائه سایت‌های مطالعاتی کم‌نظیر به دانشمندان و تجربه مهارت انسان در پشتیبانی از توسعه پایدار را نمایان می‌سازند.
اعلام ذخیره‌گاه‌های زیست کره برای جلوگیری از تغییرات برگشت‌ناپذیر و بهره‌برداری ناپایدار از منابع طبیعی، در عین نیاز به بهره‌برداری از طبیعت (باتوجه به رشد روزافزون جمعیت) شکل گرفته است و به یکی از تقسیم‌بندی‌های مهم حفاظتی جهان بدل شده است.
این مناطق حفاظت شده از طرف یونسکو تحت پوشش دفتر شورای هماهنگی بین‌المللی برنامه انسان و زیست‌کره (MAB) قرار دارند. از آغاز اجرای آن (دهه ۱۹۶۰ میلادی) تاکنون ۵۵۳ ذخیره‌گاه زیست‌کره در ۱۰۷ کشور جهان به ثبت رسیده است.

## برنامه انسان و زیست‌کره
در سال ۱۹۷۱ سازمان جهانی یونسکو با توجه به نیاز کشورهای در حال توسعه و توسعه‌یافته، برنامه‌ای تحت عنوان انسان و زیست‌کره (MAB) در سطح جهانی به مرحله انجام درآورد، جلسات شورای هماهنگی هر دو سال یکبار و اجلاس‌های عمومی و منطقه‌ای نیز در فاصله دو سال به‌طور مرتب تشکیل می‌گردد. برنامه انسان و زیست‌کره دارای ۱۴ طرح جهت معرفی و حفاظت از ذخیره‌گاه‌های زیست‌کره می‌باشد.